# Salles (Alti Pirenei)
Salles è un comune francese di 199 abitanti situato nel dipartimento degli Alti Pirenei nella regione dell'Occitania.

## Società

### Evoluzione demografica
Abitanti censiti